# Green Bluff
Green Bluff az Amerikai Egyesült Államok északnyugati részén, Washington állam Spokane megyéjében elhelyezkedő statisztikai település. A 2010. évi népszámlálási adatok alapján 761 lakosa van.

## Történet
A területen egykoron az indiánok vadásztak, akik a vadak jobb láthatóságáért felégették a növényzetet; később az örökzöldek körül fű nőtt, innen a telepesek által adott „Green Bluff” név.
Az őslakosok gyülekezőhelye az innen délre eső Peone préri volt; a telep törzsfőnöke Baptiste Peone, akinek feleségét és gyermekeit 1864-ben keresztelte meg J.M. Cataldo tiszteletes. Cataldo 1867-ben hittérítésbe kezdett a spokane indiánok közt, és hamarosan a közösség minden tagját megkeresztelte.
A térség a vadászat mellett a lóversenyek kedvelt helyszíne is volt; később a vadászok és gyűjtögetők elvándoroltak, és a térségben több fűrésztelep is létesült. Az üzem termékeinek egy részét Newman Lakeben dolgozták fel, és a térség sok háza az innen származó faanyagból épült.
1889-ben több német család érkezett a területre, akik a fenyők és jegenyék kivágása után gazdálkodásba kezdtek. Mivel nem vezettek ide utak, a földben pedig sok tönk volt, a farmereknek olyan növényeket kellett találniuk, amelyek ilyen körülmények között is megélnek; a választás az eperre esett.
Mivel Green Bluff egy napnyi kocsiútra feküdt Spokane-től, 1909-ben önálló település jött itt létre, melynek a közösség által választott hivatalnoka, bírója és kincstárnoka volt, akik 1972-ig havonta gyűléseztek; 1972-ben a térség utolsó községét a megye kérésére feloszlatták.
1909-ben alapították a Green Bluff Grange mezőgazdasági közösséget, amely a kezdetekben minden hónap második és negyedik szombatján ülésezett. 1909 márciusában igény mutatkozott egy közösségi ház megnyitására; az építkezésben a részesedést vásárló helyiek közül sokan részt vettek. Amikor nem tudták kifizetni az öt dolláros bérleti díjat, a találkozókat az iskolában tartották. 1916-ban a közösségi ház leégett; egy új épületre legközelebb 1929-ben mutatkozott igény. A munkálatok csak 1934-ben kezdődhettek meg, amihez a közeli Elkben lebontottt panzióból származó faanyagot használták fel; az új épület 1935 májusában készült el, és ma is közösségi házként működik.
A településen ma sört, bor, almabort és mézsört készítenek, valamint számottevő bevételi forrás a vendéglátás is; emellett például eper-, rebarbara-, levendula-, cseresznye-, málna-, kajszibarack-, barack-, körte-, szeder-, alma-, nektarin-, burgonya-, répa- és káposztafarm is működik itt.

## Népesség
A 2010-es népszámláláskor  761 lakója, 267 háztartása és 229 családja volt. A népsűrűség 38,5 fő/km2. A lakóegységek száma 281, sűrűségük 14,2 db/km2. A lakosok 96,2%-a fehér,  0,8%-a indián, 0,7%-a ázsiai,  0,5%-a egyéb, 1,8%-a pedig kettő vagy több etnikumú. A spanyol vagy latino származásúak aránya 4,1% (3,2% mexikói, 0,1% Puerto Ricó-i,  0,8% egyéb spanyol vagy latino származású.)
A háztartások 28,5%-ában élt 18 évnél fiatalabb. 78,7% házas, 4,9% egyedülálló nő, 2,2% egyedülálló férfi, 14,2% pedig nem család. 11,2% egyedül élt; 5,3%-uk 65 éves vagy idősebb. Egy háztartásban átlagosan 2,85 személy élt; a családok átlagmérete 3,03 fő.
A medián életkor 48,1 év volt. Lakóinak 23%-a 18 évesnél fiatalabb, 3,4% 18 és 24 év közötti, 14%-uk 25 és 44 év közötti, 40,9%-uk 45 és 64 év közötti, 15,5%-uk pedig 65 éves vagy idősebb. A lakosok 49,3%-a férfi, 50,7%-a pedig nő.

## Infrastruktúra

### Iskola
A Greem Bluff-i Tankerületet 1891. február 18-án alapították, a helyi iskola számára pedig ugyanezen évben vásároltak meg egy telket, amelyet később újabb fél hektárral bővítettek, a később pedig összesen 1,3 hektárnyi terület állt az intézmény rendelkezésére. Az iskola körül számos almafa volt, amelyeket ki kellett ásni. Az intézmény először egy faházban működött, később pedig új épületbe költözött. A kezdetben egy tanteremmel rendelkező iskolát 1906-ban egy második, 1910-ben pedig egy harmadik helyiséggel bővítették. 1945-ben az iskolaépületet lebontották; a helyette emelt létesítvény ma is áll.
1952-ben az új épület homlokzata téglaborítást kapott, 1969-ben pedig a harmadik tantermet is átadták. 1970-ben az intézmény bezárt; helyén 1972 és 1976 között a speciális nevelési igényű fiúknak fenntartott Green Bluff Learning Center üzemelt. 1977-től 1980-ig a Colbert Elementary School zsúfoltsága miatt az ottani elsősök is Green Bluffben tanultak. 1980-ban az iskola végleg bezárt; az épületet az egyház vásárolta meg, akik közösségi házat és óvodát nyitottak itt.

### Templom
A település metodista templomát 1909-ben létesítette a közösség; addig az iskola épületében egy plébános vezette a vasárnapi iskolát, aki kétszáz dolláros díjért havonta egyszer járt a településen. A templom megnyitása utáni első években sok pap megfordult itt, akik a peone-i és meadi plébániáról érkeztek. 1945. március 16-án egy túlhevült kályha miatt a templom leégett; az új épület 1947. május 4-i megnyitásáig az istentiszteleteket a közösségi házban tartották. A templom épülete ma is áll.

### Bolt
A település boltja két tűzesetet, két költözést és három újjáépítést követően 1910 óta működik mai helyén. Az eredetileg Abbot’s Store néven ismert üzlet egy-két év működést követően tulajdonjogi vita miatt költözni kényszerült. Az épület 1923-ban vagy 1924-ben leégett, ezt követően húsz évig itt működött Wellington tiszteletes kereskedése; a plébános az esküvőket is gyakran a boltban tartotta. 1955-ben az új bolt is leégett, és csak 1958-ban nyílt meg újra.

### Tűzoltóság
A tűzoltóállomás az 1960-as évek elején nyílt meg a templomtól és a bolttól északkeletre; a kis piros épület alatt egy 20–28 ezer liter kapacitású víztartályt helyeztek el. Az állomásra a bolt és a mellette elhelyezkedő pajta leégése miatt mutatkozott igény. Az első parancsnokot 1962 novemberében nevezték ki, az első tűzoltóautót (egy benzinüzemű GMC kézbesítőjárműből átalakított kocsit) 1963 januárjában helyezték üzembe. A mai állomás az 1990-es években épült az iskolától és a templomtól nyugatra.

## Fordítás
Ez a szócikk részben vagy egészben  a   Green Bluff, Washington című angol Wikipédia-szócikk ezen változatának fordításán alapul.  Az eredeti cikk szerkesztőit annak laptörténete sorolja fel. Ez a jelzés csupán a megfogalmazás eredetét és a szerzői jogokat jelzi, nem szolgál a cikkben szereplő információk forrásmegjelöléseként.